# Stražica
Stražica je naselje v Občini Vojnik.

## Prebivalstvo
Etnična sestava 1991:
- Slovenci: 132 (97,8 %)
- Hrvati: 1
- Jugoslovani: 1
- Neznano: 1